# Holothuria paraprinceps
Holothuria paraprinceps is een zeekomkommer uit de familie Holothuriidae.
De wetenschappelijke naam van de soort werd in 1937 gepubliceerd door Elisabeth Deichmann.